# René Bousquet (rugby)
Pour les articles homonymes, voir Bousquet.
Ne doit pas être confondu avec René Bousquet.
René Bousquet était un joueur français de rugby à XV et à XIII, né le 18 mars 1903 à Villeneuve-lès-Béziers et mort le 19 mai 1964 à Saint-Juéry. Il a joué aux postes de deuxième ligne et de pilier (1,81 m pour 94 kg) au SC Albi, à Castres, Béziers et à Romans-sur-Isère. Il a également été sélectionné à neuf reprises en équipe de France.

## Carrière de joueur

### En club
- SC Albi
- Castres olympique
- AS Béziers
- Union sportive romanaise et péageoise

### En équipe nationale
Il a disputé neuf matches internationaux entre 1926 et 1930, et notamment les quatre matches du Tournoi des Cinq Nations 1927.

## Référence
1. ↑  Archives départementales de l'Hérault, commune de Villeneuve-lès-Béziers, année 1903, acte de naissance no 8, cote 3E 348/23, vue 129/153 (avec mention marginale de décès)